# 13132 Ortelius
13132 Ortelius è un asteroide della fascia principale. Scoperto nel 1994, presenta un'orbita caratterizzata da un semiasse maggiore pari a 2,3757678 UA e da un'eccentricità di 0,0769819, inclinata di 5,93149° rispetto all'eclittica.